# Francisco Trujillo

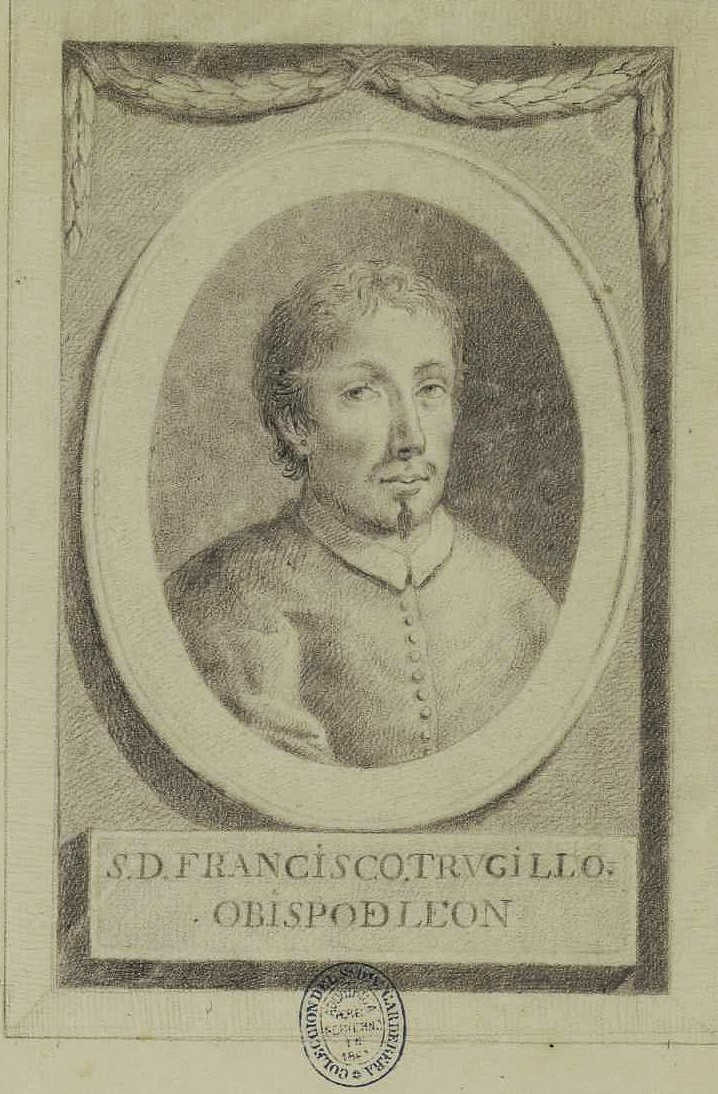
«s. d. francisco. trvgillo. / obispo de león». Dibujo a lápiz negro sobre papel verjurado. Anónimo español,. Biblioteca Nacional de España

Francisco Trujillo (Cañicera, obispado de Sigüenza, 1520-Villacarralón, 1592), sacerdote católico y teólogo español, designado obispo de León por Felipe II en 1578, permaneció en el cargo hasta su muerte en 1592. Doctor en Teología por el Colegio Mayor de San Ildefonso y canónigo de la Iglesia Magistral de los Santos Justo y Pastor de Alcalá de Henares, asistió a las últimas sesiones del Concilio de Trento acompañando como teólogo a Andrés de la Cuesta, obispo de León de 1557 a 1564. En la Universidad de Alcalá fundó el Colegio de Santa María de la Regla y de los Santos Justo y Pastor o de León para estudiantes pobres de las diócesis leonesa y seguntina.
Nacido en Cañicera, actualmente un lugar de la provincia de Soria integrado en el municipio de Retortillo de Soria, con una población, según el padrón de 2023, de tres habitantes, fue hijo de Francisco Trujillo, hidalgo, y de Catalina García, hija de labradores honrados. Según unas breves notas autobiográficas que dejó manuscritas, sus padres decidieron dedicarle a los estudios porque «de Niño salía flaquillo», por lo que con catorce años lo enviaron a Ayllón a estudiar gramática y luego a Alcalá, a continuar dos años más aquellos estudios. En Alcalá encontró la protección de Alonso Velázquez, luego arzobispo de Santiago de Compostela, y de Andrés de la Cuesta, que lo sería de León, quienes una vez licenciado y habiendo muerto su padre no consintieron que volviera a su pueblo y lo hicieron en 1549 colegial mayor en el de San Ildefonso, en el que se graduó en Teología y fue catedrático de Artes. Una vez elevado Cuesta a la sede episcopal leonesa le entregó una canonjía —que le resultó fallida tras ganársela en Roma un rival— y lo llevó con él como teólogo a la tercera sesión del Concilio de Trento, en el que tuvo dos o tres intervenciones públicas. Tras perder en Roma el pleito por la canonjía retornó a la Universidad de Alcalá para ganar la plaza de canónigo en la iglesia de los Santos Justo y Pastor, plaza que obtuvo hacia 1564, sirviendo en ella primero como prebendado y luego como obrero por espacio de más de siete años.
En julio de 1578, víspera de san Buenaventura, le llegó sin esperarlo la cédula de Felipe II con el nombramiento para el episcopado de León. Durante su episcopado convocó tres sínodos provinciales y en 1580 publicó las primeras Constituciones Sinodales de la diócesis leonesa destinadas a aplicar en ella las normas emanadas del concilio tridentino, deteniéndose en aspectos como el de las visitas a las parroquias para evitar los abusos en que frecuentemente incurrían los visitadores episcopales. Estos debían atender tanto al estado de los lugares de culto, su limpieza y dotación, como al conocimiento de la doctrina por los párrocos y los fieles, a los que debían someter a examen. El aseo personal de los párrocos, su comportamiento decoroso y formación intelectual era también motivo de preocupación y los visitadores podían acudir para informarse a «personas honradas y temerosas de Dios» que testificasen en secreto de la conducta moral de sus pastores, a fin de que estos fuesen «luz y espejo del pueblo cristiano». En su corrección, en tanto no se tratase de casos graves, que debían remitir al tribunal del provisor, los propios visitadores podían imponer el castigo correspondiente y ordenarles la compra de libros para su formación.
Del mismo modo que lo había intentado Andrés de la Cuesta, su predecesor en el gobierno de la diócesis, a quien Felipe II le había denegado ya la autorización para trasladar el coro catedralicio desde la cabecera, unido al presbiterio, al medio de la nave mayor, porque «si la dicha nave se atajaba con el coro se perdería la buena gracia y ornato que tenía la dicha iglesia», en 1584 propuso nuevamente el traslado del coro amparándose en el mejor cumplimiento de los decretos tridentinos en lo que a la solemnidad del culto hacía referencia. En su exposición Trujillo aludía a las dificultades que encontraban los fieles para seguir las ceremonias del culto y escuchar el sermón desde fuera de la cabecera, constreñidos a hacerlo a través de las pequeñas puertas del coro y cabecera, pero en esta ocasión fue el cabildo el que se opuso al traslado, preocupado por el coste de la obra y en defensa de sus prerrogativas frente a un obispo, al decir del cabildo, de ánimo inquieto y polémico. Aunque Trujillo apeló al papa Gregorio XIII y obtuvo su aprobación para hacer el traslado en la «mejor forma» —esto es, sin incomodar al cabildo y atendiendo a sus demandas—, la obra no se acometería hasta avanzado el siglo XVIII.
Su creación en 1586 del Colegio de Santa María de Regla y de los Santos Justo y Pastor en Alcalá fue consecuencia también del empeño que puso en la aplicación de las normas conciliares, en este caso en relación con la formación teológica del clero secular y la creación de centros docentes capaces de atender a sus necesidades. Tras fracasar en el intento de crear en la diócesis leonesa el Seminario conciliar, por la oposición del cabildo catedralicio, confió a su hermano Antonio la creación del colegio alcalaíno dotado inicialmente con seis becas de una duración de ocho años para estudiantes pobres de Artes y Teología procedentes de las diócesis de León y Sigüenza. Las becas fueron luego ampliándose hasta llegar a las dieciséis antes de su integración en el Colegio de Málaga en 1780.
Escribió una Historia de la Santa Iglesia de León con la pretensión de defender su antigüedad y carácter exento, no sujeta a ninguna otra diócesis, que quedó sin publicar y de la que se conocen varios manuscritos en diversas bibliotecas. Para defender su antigüedad, que retrotraía a los orígenes mismos del cristianismo, incluso reconociendo la ausencia de testimonios documentales anteriores a la segunda mitad del siglo IX, defendía la historicidad de san Marcelo y su progenie, precedidos en el martirio por Facundo y Primitivo, que en su interpretación no serían hijos de Marcelo, para concluir, junto con la importancia que la ciudad tuvo en tiempos de Roma, que sería impensable que una ciudad que dio tantos mártires hubiese carecido de obispo, y explicaba la ausencia de menciones a prelados leoneses en las actas de los concilios precisamente por la exención de que habría gozado la diócesis.
Falleció el 14 de noviembre de 1592 en Villacarralón, provincia de Valladolid, y allí fue enterrado a la espera de la conclusión de la capilla del Colegio de León que había fundado en Alcalá, donde había dispuesto ser enterrado.